# Alvis Silver Eagle
La Alvis Silver Eagle è un'autovettura prodotta dalla casa automobilistica britannica Alvis dal 1930 al 1931 e dal 1934 al 1936.

## Descrizione

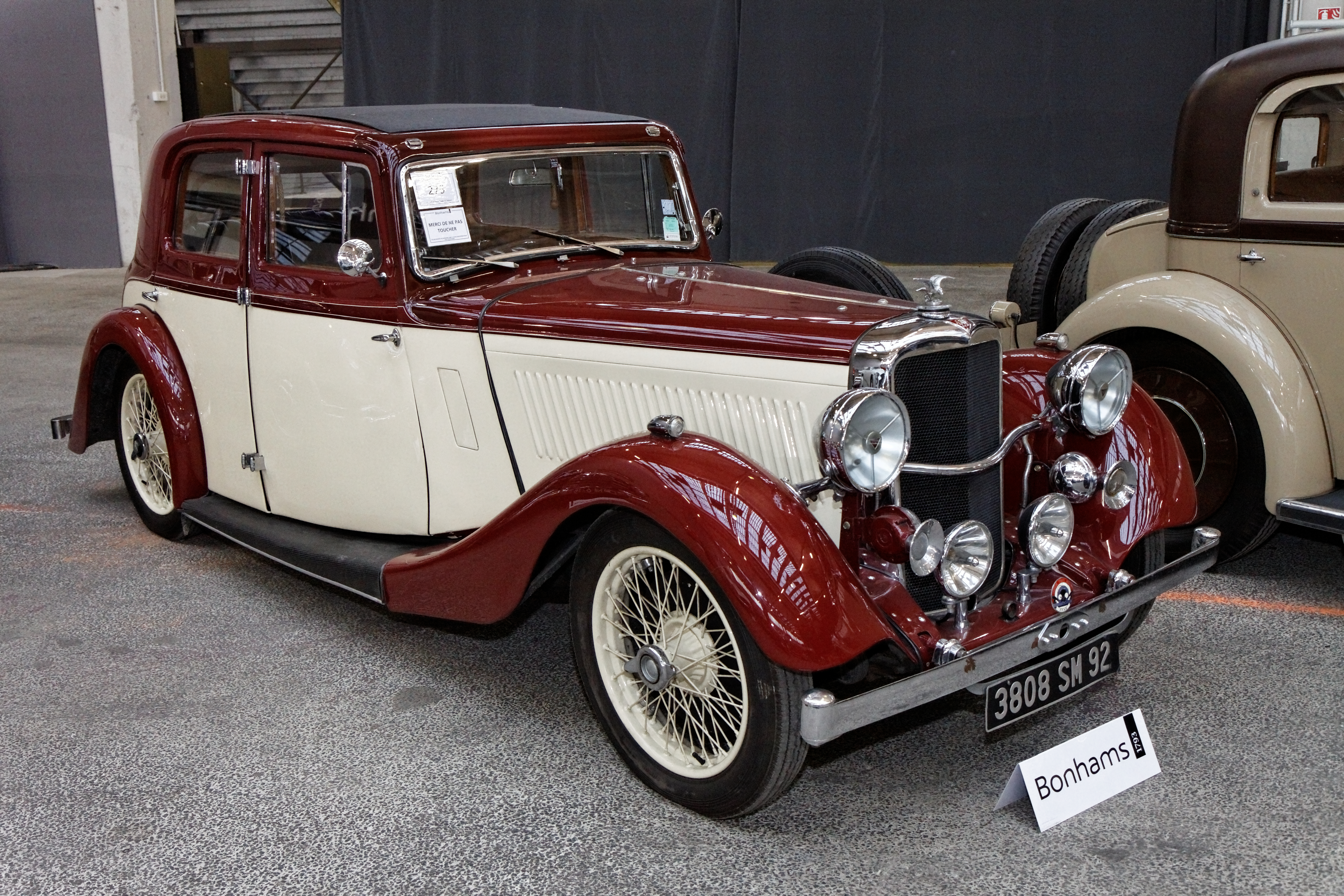
Una Alvis Silver Eagle SG berlina del 1935

La vettura montava un motore in linea a sei cilindri con distribuzione a valvole in testa. L'avantreno e il retrotreno ad assali rigidi erano sostenuti da sospensioni a molle a balestra semiellittica.
I modelli SA e SD vennero introdotti nel 1930. Entrambi avevano un passo di 2.845 mm. La SA era un po' più corta (3.962 mm), ma più larga (1.600 mm) e aveva un motore con una cilindrata di 2.148 cm³ (alesaggio × corsa = 67,5 mm × 100 mm), che erogava una potenza di 72 CV (53 kW). La SD era invece più lunga (4.013 mm) e meno larga (1.511 mm); il suo motore aveva una cilindrata inferiore pari a 1.991 cm³ (alesaggio × corsa = 65 mm × 100 mm).
Con la sua larghezza maggiore e il motore più grande, la SA era più orientata al comfort, mentre la SD di cilindrata più piccola era più adatta a una guida sportiva. Entrambi i motori avevano tre carburatori SU. La velocità massima era di 136 km/h.
Nel 1931 entrambi i modelli furono sostituiti dalle Silver Eagle TB e dalla SE. Il loro telaio aveva un passo più lungo pari a 3.010 mm e aveva una lunghezza di 4.115 mm. La TB era equipaggiata con il motore più grande della SA, ma aveva un solo carburatore Zenith. Le vetture vennero prodotte per un solo anno, dopo il quale uscirono di produzione.
La Alvis ripresentò la Silver Eagle nel 1934. Il modello SF riprendeva il passo e il motore dalla TB. Tuttavia, la lunghezza della vettura era cresciuta a 4.255 mm e la larghezza a 1.588 mm e il motore era dotato di tre carburatori SU. La velocità massima era di 120 km/h.
La SF fu sostituita dal modello SG a metà del 1935. Anche se la carrozzeria rimase la stessa, il motore ora aveva una corsa di 110 mm, che portava la cilindrata a 2.362 cm³, con una potenza di 66 CV (48,5 kW) a 4200 giri/min.
Nel 1936 la Silver Eagle uscì definitivamente di produzione venendo sostituita dalla Alvis Silver Crest.